# Subilla principiae
Subilla principiae là một loài côn trùng trong họ Raphidiidae thuộc bộ Raphidioptera. Loài này được Pantaleoni và đồng sự miêu tả năm 2004.